# Huldenberg
Huldenberg je město v Belgii. Leží v provincii Vlámský Brabant ve Vlámském regionu. Město se skládá ze 4 částí, Neerijse, Loonbeek, Sint-Agatha-Rode a Ottenburg.
Huldenberg se nachází asi 15 km od Leuvenu.

## Externí odkazy

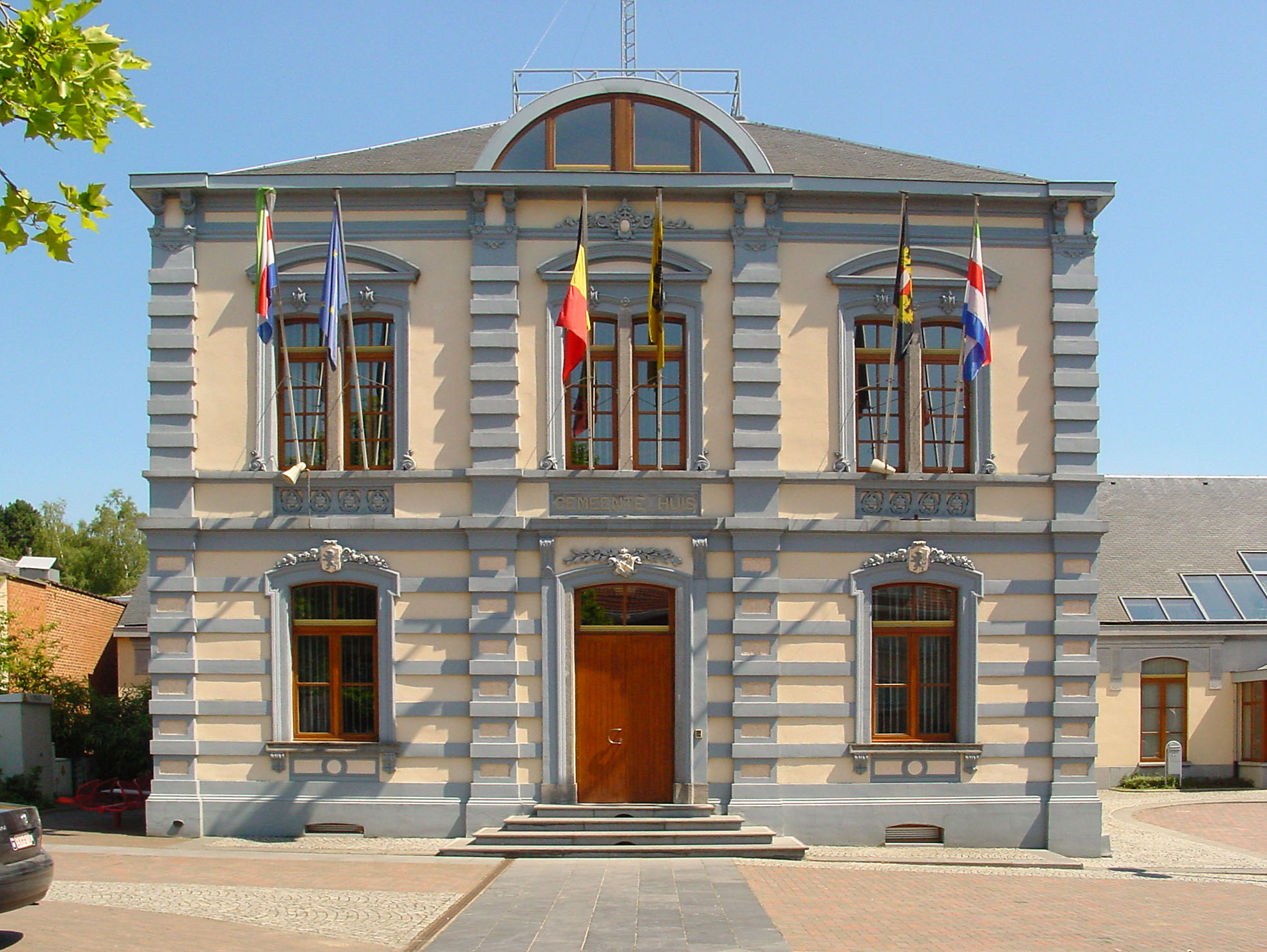
Radnice v Huldenbergu